# Guadalupe (Piauí)
Guadalupe este un oraș în Piauí (PI), Brazilia.